# Sargent Shriver
Robert Sargent Shriver, Jr. (9 de noviembre de 1915 - 18 de enero de 2011), conocido desde la infancia como 'Sarge' fue un político norteamericano. Perteneció a la familia Kennedy, por su matrimonio con Eunice Kennedy, hermana del presidente de Estados Unidos, John F. Kennedy. Fue padre de Maria Shriver, casada con el actor y político Arnold Schwarzenegger.
Shriver fue uno de los impulsores del Cuerpo de Paz y otras instituciones de lucha contra la pobreza. Además, fue embajador de Estados Unidos en Francia.
Cuando John F. Kennedy se postuló para presidente del Gobierno de Estados Unidos, Shriver trabajó para él como coordinador político en las primarias de Virginia Occidental.

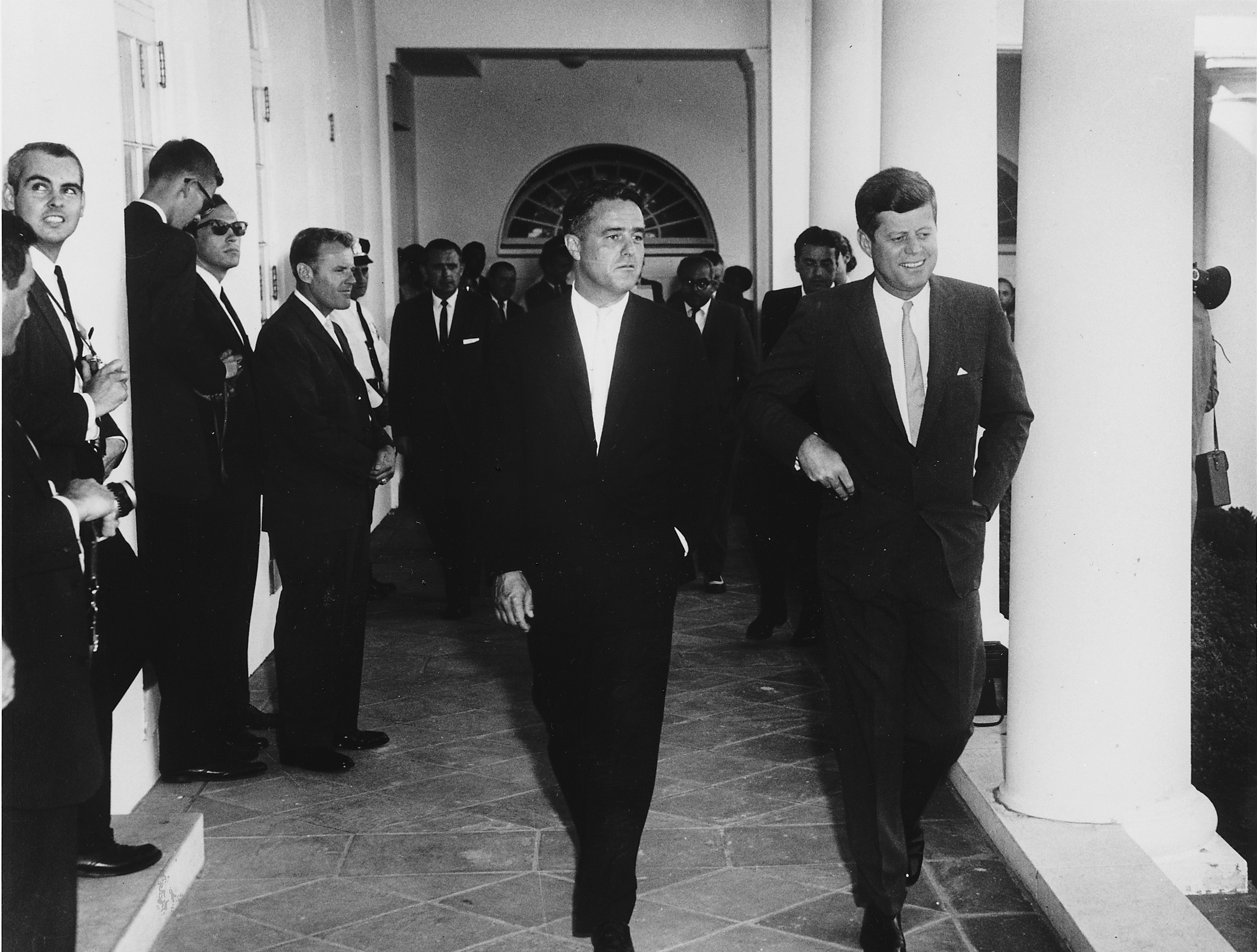
Shriver y el presidente John F. Kennedy en la Casa Blanca en agosto de 1961.

Durante el mandato presidencial de John F. Kennedy, Shriver fundó y dirigió el Cuerpo de Paz y después del asesinato de Kennedy, Shriver continuó ocupando el cargo de director de esta institución hasta convertirse en el asistente especial del Presidente Lyndon Johnson. Además, creó la Oficina de Oportunidad Económica con William B. Mullins y fue su primer director.
Debido a su trayectoria política, a Shriver se le conoce como el "arquitecto" de la administración de Johnson ya que tomó mucho partido en lo que se vino a llamar la "guerra contra la pobreza".
Shriver fundó numerosos programas sociales y diversas organizaciones benéficas, incluyendo Head Start, Job Corps, Acción Comunitaria, Upward Bound, Abuelos Adoptivos, el Centro Nacional de Servicios Jurídicos (ahora el Centro Shriver). Además, trabajó por las oportunidades de indios y Migrantes y  participó en servicios comunitarios de salud. También formó parte activa de las olimpiadas especiales, fundadas por su esposa Eunice.
Shriver se convirtió en una celebridad para los franceses cuando sirvió como embajador de Estados Unidos en Francia de 1968 a 1970, hasta tal punto que la revista Time le definió como "un hombre de estilo raro" en el mundo habitualmente tranquilo de la diplomacia internacional.

## Carrera política
Shriver regresó a la política nacional en 1972 como candidato a la vicepresidencia junto al demócrata George McGovern. Su nombramiento se produjo después de que Thomas Eagleton renunciara a la candidatura después de que se revelara su historial médico mental. El ticket McGovern-Shriver perdió contra Richard Nixon Spiro Agnew.
Más tarde, en 1976, Shriver buscó la nominación demócrata a la presidencia, pero no tuvo éxito.